# Attalea
Attalea Kunth è un genere di piante della famiglia delle Arecacee, nativo di America Centrale e Sud America.

## Tassonomia
Il genere Attalea comprende le seguenti specie:
- Attalea allenii H.E.Moore
- Attalea amygdalina Kunth
- Attalea amylacea (Barb.Rodr.) Zona
- Attalea anisitsiana (Barb.Rodr.) Zona
- Attalea apoda Burret
- Attalea attaleoides (Barb.Rodr.) Wess.Boer
- Attalea barreirensis Glassman
- Attalea bassleriana (Burret) Zona
- Attalea brasiliensis Glassman
- Attalea brejinhoensis (Glassman) Zona
- Attalea burretiana Bondar
- Attalea butyracea (Mutis ex L.f.) Wess.Boer
- Attalea camopiensis (Glassman) Zona
- Attalea cephalotus Poepp. ex Mart.
- Attalea cohune Mart.
- Attalea colenda (O.F.Cook) Balslev & A.J.Hend.
- Attalea compta Mart.
- Attalea crassispatha (Mart.) Burret
- Attalea cuatrecasana (Dugand) A.J.Hend., Galeano & R.Bernal
- Attalea dahlgreniana (Bondar) Wess.Boer
- Attalea degranvillei (Glassman) Zona
- Attalea dubia (Mart.) Burret
- Attalea eichleri (Drude) A.J.Hend.
- Attalea exigua Drude
- Attalea fairchildensis (Glassman) Zona
- Attalea funifera Mart.
- Attalea geraensis Barb.Rodr.
- Attalea guacuyule (Liebm. ex Mart.) Zona
- Attalea guianensis (Glassman) Zona
- Attalea hoehnei Burret
- Attalea huebneri (Burret) Zona
- Attalea humilis Mart. ex Spreng.
- Attalea iguadummat de Nevers
- Attalea insignis (Mart.) Drude
- Attalea kewensis (Hook.f.) Zona
- Attalea lauromuelleriana (Barb.Rodr.) Zona
- Attalea leandroana (Barb.Rodr.) Zona
- Attalea luetzelburgii (Burret) Wess.Boer
- Attalea macrolepis (Burret) Wess.Boer
- Attalea magdalenica (Dugand) Zona
- Attalea maracaibensis Mart.
- Attalea maripa (Aubl.) Mart.
- Attalea maripensis (Glassman) Zona
- Attalea microcarpa Mart.
- Attalea × minarum (Balick, A.B.Anderson & Med.-Costa) Zona
- Attalea moorei (Glassman) Zona
- Attalea nucifera H.Karst.
- Attalea oleifera Barb.Rodr.
- Attalea osmantha (Barb.Rodr.) Wess.Boer
- Attalea pacensis M.Moraes & Pintaud
- Attalea peruviana Zona
- Attalea phalerata Mart. ex Spreng.
- Attalea × piassabossu Bondar
- Attalea pindobassu Bondar
- Attalea plowmanii (Glassman) Zona
- Attalea princeps Mart.
- Attalea racemosa Spruce
- Attalea rostrata Oerst.
- Attalea salazarii (Glassman) Zona
- Attalea salvadorensis Glassman
- Attalea seabrensis Glassman
- Attalea septuagenata Dugand
- Attalea speciosa Mart.
- Attalea spectabilis Mart.
- Attalea × teixeirana (Bondar) Zona
- Attalea tessmannii Burret
- Attalea vitrivir Zona
- Attalea × voeksii Noblick ex Glassman
- Attalea weberbaueri (Burret) Zona
- Attalea wesselsboeri (Glassman) Zona